# A Homespun Tragedy
A Homespun Tragedy è un cortometraggio muto del 1913 diretto da James W. Castle e Ned Finley

## Produzione
Il film fu prodotto dalla Vitagraph Company of America.

## Distribuzione
Distribuito dalla General Film Company, il film - un cortometraggio in una bobina - uscì nelle sale cinematografiche statunitensi il 7 ottobre 1913.